# Oceania Rugby Cup 2017
El Oceania Rugby Cup de 2017, fue la 7.ª edición del torneo que organiza la federación oceánica.
Se llevó a cabo en agosto y participaron sólo dos selecciones que se enfrentaron en partido único. Islas Cook recibió al representante de Tahití en Rarotonga y perdió por una diferencia de 4 puntos en el marcador.
El torneo fue parte de la clasificatoria oceánica para la Copa del Mundo de Japón 2019.
Tahití debía enfrentar en una llave a dos partidos al mejor ubicado del Asia Rugby Championship Top 3 2018 para clasificar al repechaje, sin embargo una sanción relacionada con los criterios de elegibilidad de jugadores lo dejó fuera de esa instancia y fueron las Islas Cook quienes ocuparon esa posición.

## Equipos participantes
- Selección de rugby de Islas Cook (Cookies)
- Selección de rugby de Tahití (Tahiti Nui)

## Resultado
| 4 de agosto 15:00 | Islas Cook | 9 - 13  | Tahití | National Stadium, Rarotonga |  |
|                   |            | Reporte |        |                             |  |

| Bandera de Polinesia Francesa |
| Campeón Tahití                |
| Primer título                 |